# Chiesa di Santa Maria Maggiore (Sovana)
La chiesa di Santa Maria Maggiore è un edificio sacro situato a Sovana, nel comune di Sorano in provincia di Grosseto.

## Storia
La chiesa pare risalire al XII secolo, ma ha subito varie ristrutturazioni nel corso dei secoli. Saccheggiata dai senesi nel 1410 e dai pitiglianesi nel 1434, fu consistentemente modificata nel XVI secolo, quando venne costruito l'adiacente palazzo Bourbon Del Monte.

## Descrizione
La chiesa, cui si accede da un portale aperto sul fianco destro, presenta caratteri di transizione tra romanico e gotico.
L'interno è spartito in tre navate, con tozzi pilastri che sorreggono ampie arcate. All'interno la parete della navata destra ospita due affreschi dei primi decenni del XVI secolo, una Crocifissione con santi di area umbro-laziale, e una Madonna in trono con Bambino e due sante (1508).
Nell'abside è collocato un ciborio in pietra, uno dei pochi esempi in Toscana di arte preromanica, scolpito con il repertorio tipico della decorazione altomedievale di motivi vegetali, animali e geometrici. Nella parete della navata sinistra si conservano alcuni affreschi di scuola umbro-senese dell'inizio del XVI secolo.
In origine l'ingresso era sul lato breve, quello posto di fronte alla parete dell'altare, dove si trovava la facciata della chiesa prima che, sul finire del XVI secolo, le venisse addossato il palazzo Bourbon del Monte.

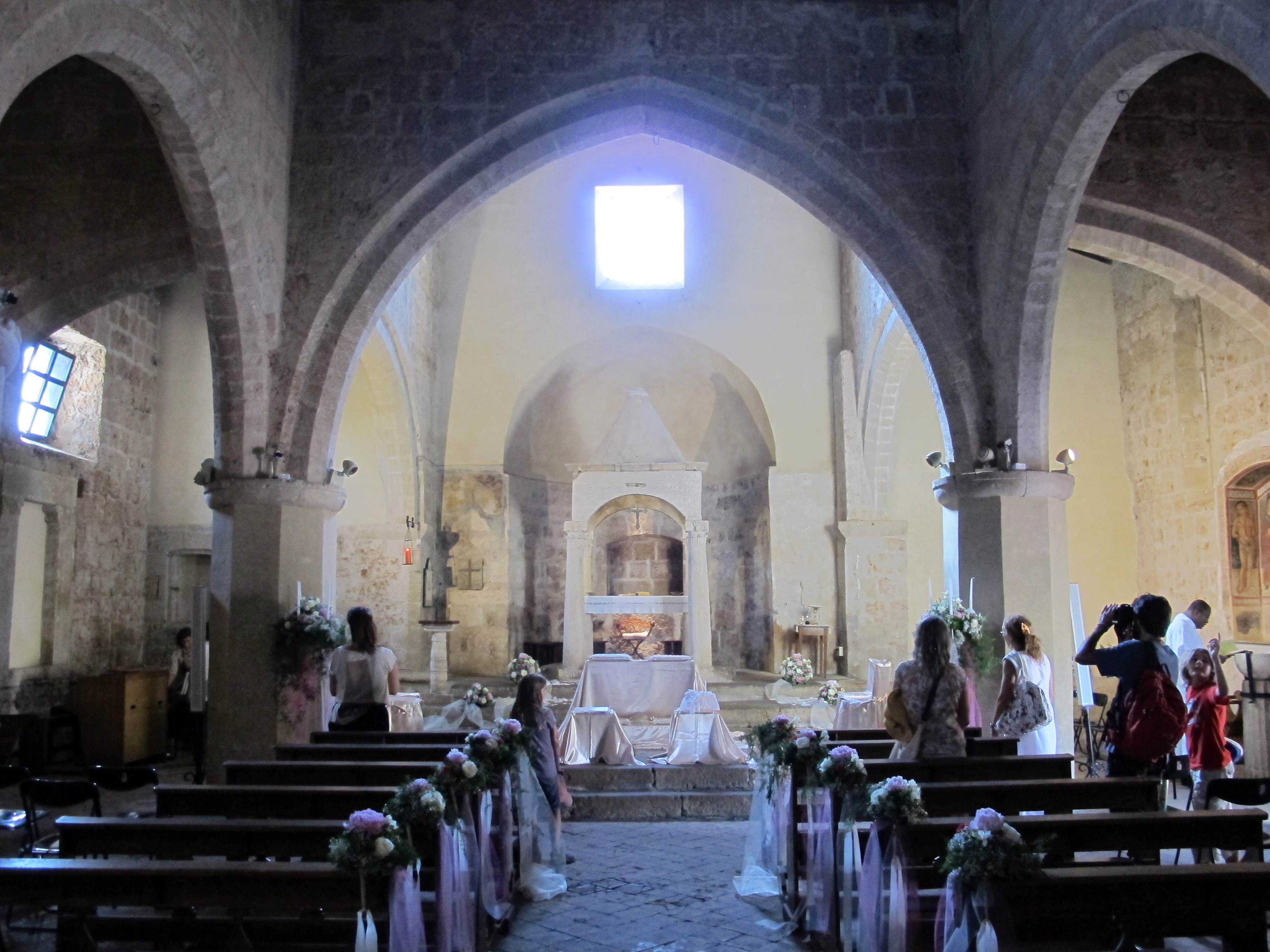
Interno
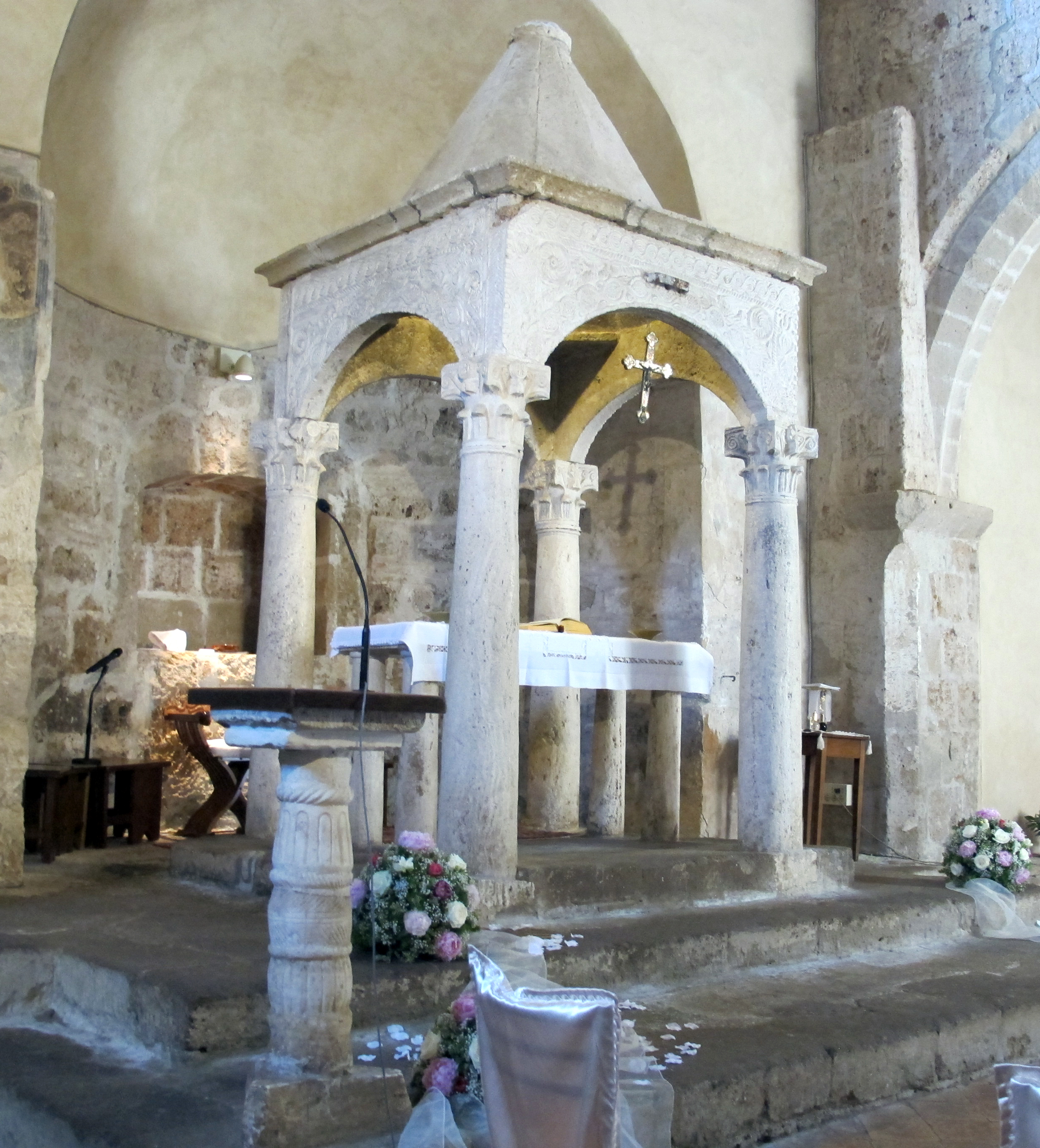
Il ciborio
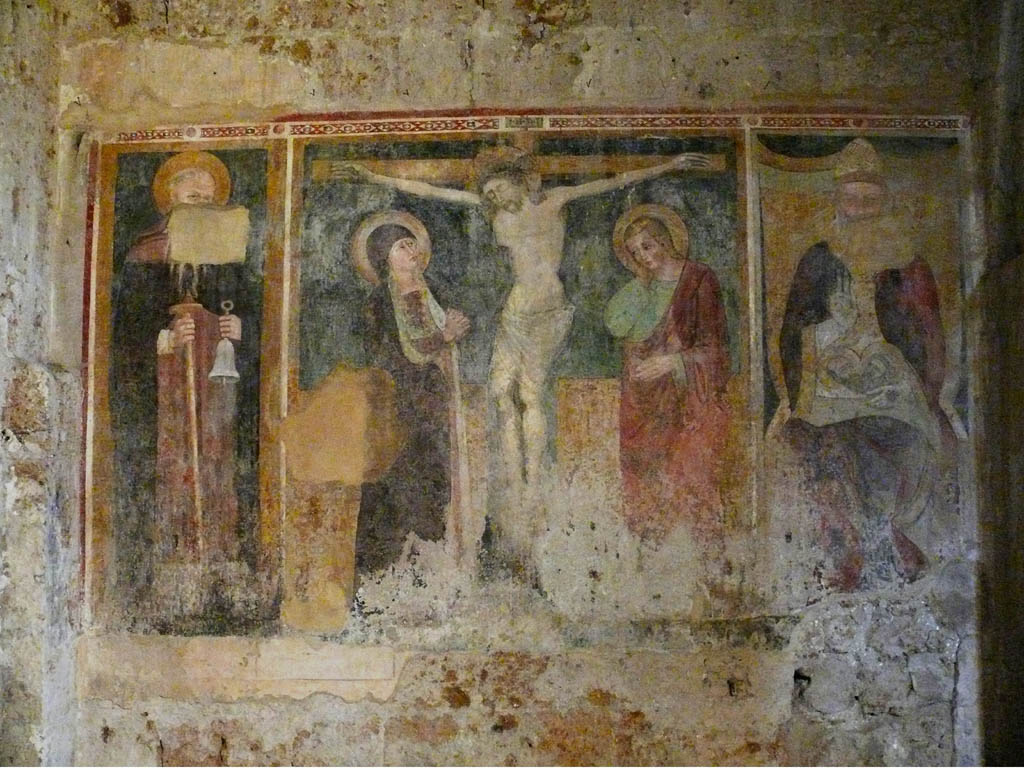
Affreschi
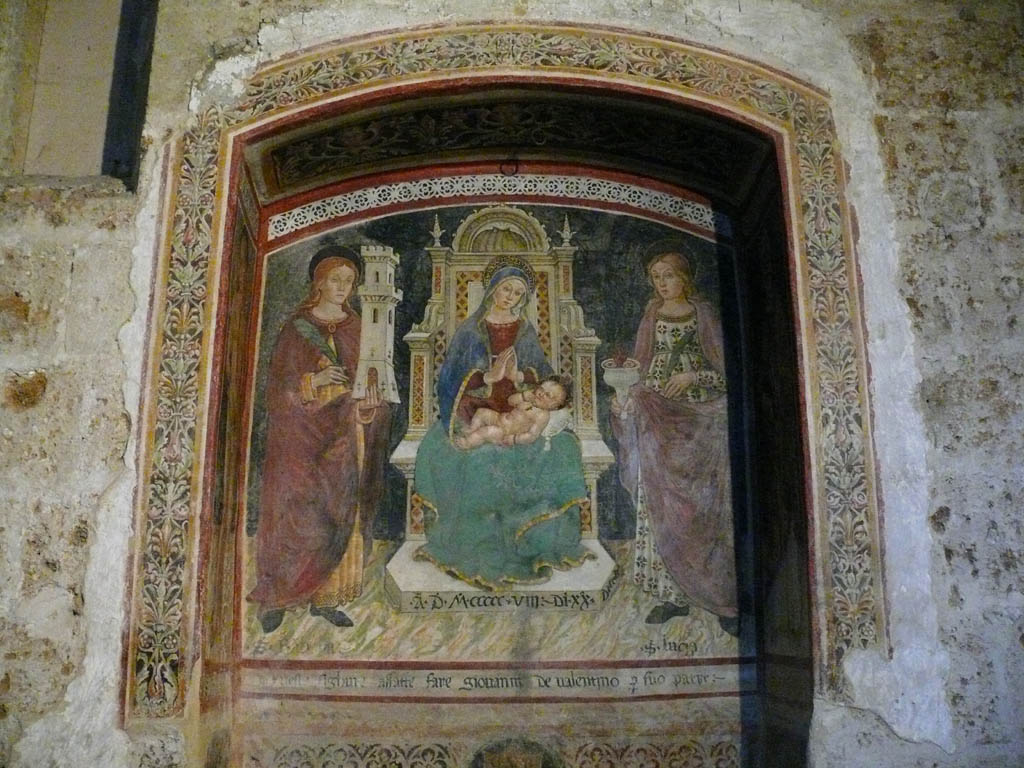
Affreschi